# HD 6540
HD 6540，又名BD+52 262，SAO 22021、HR 318，是一颗恒星，视星等为6.38，位于銀經125.3，銀緯-9.3，其B1900.0坐标为赤經1h 1m 12.4s，赤緯+52° -9.3′ 48″。